# Friedrich V. (Hessen-Homburg)

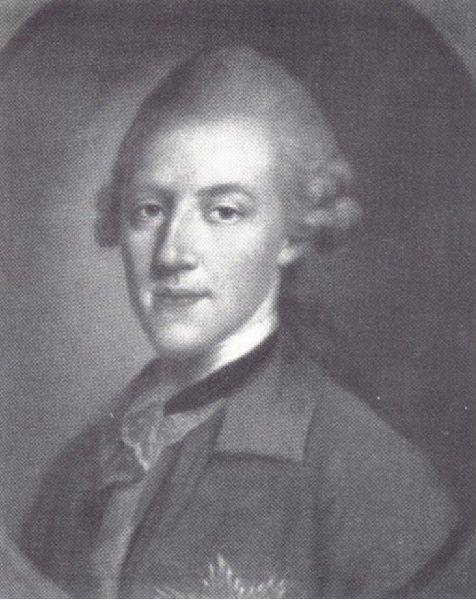
Landgraf Friedrich V. von Hessen-Homburg

Friedrich V. Ludwig Wilhelm Christian (* 30. Januar 1748 in Homburg vor der Höhe; † 20. Januar 1820 ebenda) war von 1751 bis zu seinem Tode Landgraf von Hessen-Homburg. Bis 1766 stand er unter Vormundschaft.
Seine Eltern waren Friedrich IV. von Hessen-Homburg und Ulrike Luise zu Solms-Braunfels (1731–1792), Tochter von Fürst Friedrich Wilhelm zu Solms-Braunfels.

## Leben
Friedrich V. war, im Gegensatz zu seinen Vor- und Nachfahren, ein unkriegerischer Mann. Dafür gehörte er zu den Förderern der deutschen Geistesgeschichte. Sein Leben umfasste eine aufregende Epoche der europäischen Geschichte der Neuzeit. Noch in der Zeit des „Ancien Régime“ geboren, erlebte er die Umwertung der Werte: Aufklärung, Französische Revolution, Ende des 880-jährigen Heiligen Römischen Reiches, der Auf- und Abstieg Napoleons und die Neuordnung Deutschlands und Europas durch den Wiener Kongress heißen die Wegmarken.
Bekannt ist sein Briefwechsel mit Lavater und Klopstock; ebenso belegt sind Besuche bei den Aufklärern Voltaire, D’Alembert und Albrecht von Haller. Auch begünstigte er die 1817 gegründete Freimaurerloge „Friedrich zum Nordstern“, die nach seinem Tod ihre Arbeit im Jahr 1821 wieder einstellte.

## Der Kampf um das Erbe
1748 als einziger Sohn des Landgrafen Friedrich IV. geboren, und mit drei Jahren Halbwaise geworden, machte man ihm schon früh sein kleines Erbe streitig. Unter der wenig engagierten Regentschaft, die – mit kaiserlicher Erlaubnis und gegen Darmstädter Einspruch – seine Mutter ausübte, meinte Ludwig VIII. von Hessen-Darmstadt, Hessen-Homburg zugunsten Hessen-Darmstadts einziehen zu können, und ließ es 1747 besetzen. Doch der Hofrat Friedrich Karl Kasimir von Creutz kämpfte (Creutz wurde sogar für eineinhalb Jahre inhaftiert). Es folgten Prozesse und Beschwerden beim Reichshofrat und beim Kaiser und 1756 musste der Darmstädter Vetter einlenken.

## Erziehung
In der Zwischenzeit hatte der Hofmeister des kleinen Homburger Fürstenhofes die Erziehung des jungen Erbprinzen übernommen. Dieser, Alexander von Sinclair (Vater des nachmaligen hessen-homburgischen Diplomaten Isaac von Sinclair), war Humanist, ein frommer, kluger und hochgebildeter Mann. Auf Vorhaltungen, dass er den kleinen Prinzen zu streng erziehe, antwortete er mit der bemerkenswerten Sentenz: „Ist er denn dazu berufen, dass er ein Jäger oder einer von den hochgeborenen Müßiggängern, von denen es in Deutschland wimmelt, werden solle? Soll er einst seine Zeit in Spielen, Jagen und Spazierengehen einteilen oder werden es einmal seine Pflichten erfordern, die Berichte und Gutachten seiner Räte zu lesen und darüber Entscheidung zu geben?“ Selbstverständlich musste dem Erben aus dynastischen Gründen die Militärkarriere verwehrt bleiben. Sinclairs rigide Erziehung ist in Aktenstücken, Gutachten und Berichten an die Mutter, die sich für die Erziehung ihres Sohnes nicht interessierte, fast vollständig dokumentiert. Hier wurzeln seine Überzeugungen, nach denen entschiedene Frömmigkeit und nachdrückliche Selbsterforschung der beste Weg zu einem ewigen Leben seien. Durch eine Sprachbehinderung (er stotterte) an der öffentlichen Rede gehemmt, widmete sich Friedrich unter Sinclairs Anleitung der Philosophie, der Mathematik, der Baukunst und anderen Geisteswissenschaften; auch soll er ein leidenschaftlicher Schach- und Klavierspieler gewesen sein. Sinclairs calvinistisch-pietistische Erziehung fruchtete und Friedrich V. verwaltete sein Land so redlich er eben konnte, auch wenn er oft bei Frankfurter oder Amsterdamer Bankiers um Kredite vorstellig werden musste. Die Misswirtschaft, die er ererbt hatte und weiter vererben sollte, bekam er nicht in den Griff, die Homburger Finanzen zu sanieren wollte ihm und den dazu beauftragten Spezialisten u. a. Friedrich Karl von Moser nicht gelingen. Noch 1780 war die Verwaltung nicht in der Lage auch nur eine Liste aller Schulden, Einnahmen und Ausgaben aufzustellen, ebenso erschien das Vorhaben, alle Verfügungen schriftlich niederzulegen, nahezu unmöglich.

## Heirat und Souveränität
Mit der noch von Creutz durchgefochtenen frühzeitigen Mündigkeit trat Friedrich V. am 22. März 1766 die Regierung der Landgrafschaft an. Um den Querelen mit den Darmstädter Vettern ein Ende zu setzen, war zuvor die sogenannte Vergleichspunktuation – ein Verzicht Hessen-Darmstadts auf die Hoheitsrechte über Hessen-Homburg – unterzeichnet worden. In diesem Vertrag erhielt das Ländchen zwar eine weitgehende innere Souveränität, „Hessen-Darmstadt behielt sich nur die Beziehung zu Kaiser und Reich vor; es vertrat Hessen-Homburg auf Reichs- und Kreistagen und erhob die Reichs- und Kreissteuern auch für Homburg. Hessen-Homburg war demnach nie reichsunmittelbar … Daher kann man die von 1806–1816 dauernde Einleibung Homburgs in … Hessen-Darmstadt … wohl nicht als ‚Mediatisierung‘ bezeichnen“. Friedrich vermählte sich in einer dynastischen und diplomatischen Ehe am 27. September 1768 mit Karoline von Hessen-Darmstadt (1746–1821), Tochter des Landgrafen Ludwig IX. von Hessen-Darmstadt und Henriette Karoline von Pfalz-Zweibrücken, der großen Landgräfin. Die Verbindung mit Karoline, einer tatkräftigen, frankophilen Frau, war keine Liebesehe, auch wenn ihr 15 Kinder entsprossen. Noch als alter Mann notiert er in seinen Erinnerungen, er habe die Liebe nicht kennen gelernt. Auch, dass der Landgraf oft jahrelang abwesend war, und zahlreiche Bemerkungen in Briefen der landgräflichen Familie zeigen deutlich, dass dem so war.

## Geistesleben
Gelehrte, Dichter und Musiker waren am kleinen Homburger Hof stets willkommen. Selbst Johann Wolfgang von Goethe war kurzzeitig zu Gast, verliebte sich und der Weiße Turm hielt in „Pilgrims Morgenlied“ Einzug in die deutsche Dichtung. Ein großes Anliegen waren für Friedrich das Schulwesen und seine Bibliothek. Dafür wurden selbst dann Anschaffungen gemacht, wenn man mit den Gehaltszahlungen am Hof im Rückstand war. Belletristik war seine Sache nicht – im Gegensatz zu seiner Gattin Karoline, die sehr gern französische Werke las. Er fühlte sich eher zu historischer, philosophischer, militärischer und theologischer Literatur hingezogen. Als leidenschaftlicher Reisender (worüber er Beschreibungen verfasste) verschlang er Reiseberichte. Er „schrieb überhaupt gern, philosophisch-politisch-religiöse Abhandlungen zumeist. Als beste Aufklärung erschien es ihm, in den Schulen das Christentum als geoffenbarten göttlichen Willen lehren zu lassen und das Leben im Jenseits als Ziel und Zweck des irdischen, ansonsten aber die Zahl der Gebildeten, der Bücher- und Zeitungsleser, der weiterführenden Schulen und der Universitäten einzuschränken“. Trotz seiner Frömmigkeit unterstützte er erstaunlicherweise eine aufklärerische Idee, die Société Patriotique de Hesse-Hombourg, eine kurzlebige Koordinierungsstelle für in ganz Europa verstreute wissenschaftliche Projekte. Ein Konzept, mit dem er sich wieder einmal finanziell verhob.

## Freimaurerei
Am 27. August 1782 wurde Friedrich V. Ludwig von Hessen-Homburg im Alter von 34 Jahren durch Karl von Hessen am Rand des Wilhelmsbader Konvents in den Bund der Freimaurer aufgenommen. Zugegen waren auch die Landgrafen Friedrich von Hessen-Kassel und Christian von Hessen-Darmstadt. Obwohl er ein nicht näher bestimmbares Versprechen gegeben haben soll, keine Loge zu besuchen, gelangte er im  Rektifizierten Schottischen System bis zum V. Grad (Ecuyer).  Seine zahlreichen Kontakte mit Geistesgrößen der Zeit, von denen viele selbst Freimaurer waren (wie Goethe und Klopstock), erscheinen vor diesem Hintergrund in einem neuen Licht. Die 1817 gegründete Homburger Freimaurerloge „Friedrich zum Nordstern“ wäre ohne sein Protektorium, das ideelle und materielle Zuwendung beinhaltete, nicht denkbar gewesen. Da sein Sohn und Regierungsnachfolger Friedrich VI. jedoch die Freimaurerei verabscheute, suspendierte die Loge ihre Arbeiten am 28. Dezember 1821, knapp zwei Jahre nach dem Tod ihres Förderers.

## Französische Besetzung
Das Leben „Friedrichs des Einsiedlers“ (wie er sich einmal selbstironisch nannte) entwickelte sich – ohne eigenes Zutun – weiter turbulent. 1795 brach das französische Revolutionsheer unter Jourdan ins Rhein-Main-Gebiet ein. Von da an war Homburg fast ständig von französischen Truppen besetzt und es mussten Kontributionen entrichtet werden. Die Generale Saint Cyr und Ney verlegten 1798 sogar ihr Hauptquartier kurzfristig in das leerstehende Homburger Schloss; die Landgrafenfamilie befand sich auf dem Privatbesitz im neutralen Preußen, die erwachsenen Söhne standen im Kriegsdienst.

## Friedrich V. und Hölderlin
1802 trat Sinclair an den Landgrafen heran, sein alter Freund Friedrich Hölderlin sei nach dem Scheitern beruflicher Pläne (und dem Tod seiner Geliebten) in schwermütiger Verfassung, ob man ihm nicht helfen könnte, indem man ihm eine standesgemäße Anstellung gebe, etwa als Hofbibliothekar. Hölderlin und der Landgraf kannten sich seit 1798 und Friedrich V. willigte ein, allerdings musste Sinclair das Gehalt aus eigener Tasche aufbringen. Im Juni 1804 trat Hölderlin seine Stelle an, aber da der Landgraf die Bibliothek selbst betreute, wird er sie nur benutzt haben. Friedrich V. gewidmet ist der Gesang Patmos; ein Teil des großangelegten Zyklus hesperischer Gesänge, von dem das berühmte Homburger Folioheft zeugt, auch entstand am Homburger Schlossparkweiher das populäre Hälfte des Lebens. Patmos ist möglicherweise eine Auftragsarbeit Hölderlins, die ihm sein Freund Sinclair vermittelte. Ursprünglich hatte Friedrich gehofft, sein Korrespondenzpartner Klopstock würde eine derartige Hymne verfassen, doch dieser lehnte aus Altersgründen ab. Die von Sinclair übermittelten Dankesworte des Landgrafen klingen so steif und herkömmlich, dass man vermuten kann, der gläubige Christ sei mit der so wenig konventionell-christlichen Dichtung unzufrieden gewesen.

## Mediatisierung
1806 legte Franz II. nicht nur die deutsche Kaiserkrone nieder, sondern löste das Reich als Ganzes auf und nachdem sich Friedrich V. geweigert hatte, dem Rheinbund beizutreten, wurde Hessen-Homburg 1806 zu Gunsten Hessen-Darmstadts mediatisiert. Selbst Antichambrieren beim Kaiser der Franzosen half nichts. Die Verwaltung wurde nach Gießen verlegt, mit der kurzzeitigen Souveränität war es vorbei. Friedrich V. zog sich in seine Gartenlandschaft „Tempe“ am Fuße des Taunus zurück, kurte in Schlangenbad oder bewohnte mehrere Zimmer in der Gastwirtschaft „Stadt Ulm“ in Frankfurt am Main.

## Restauration

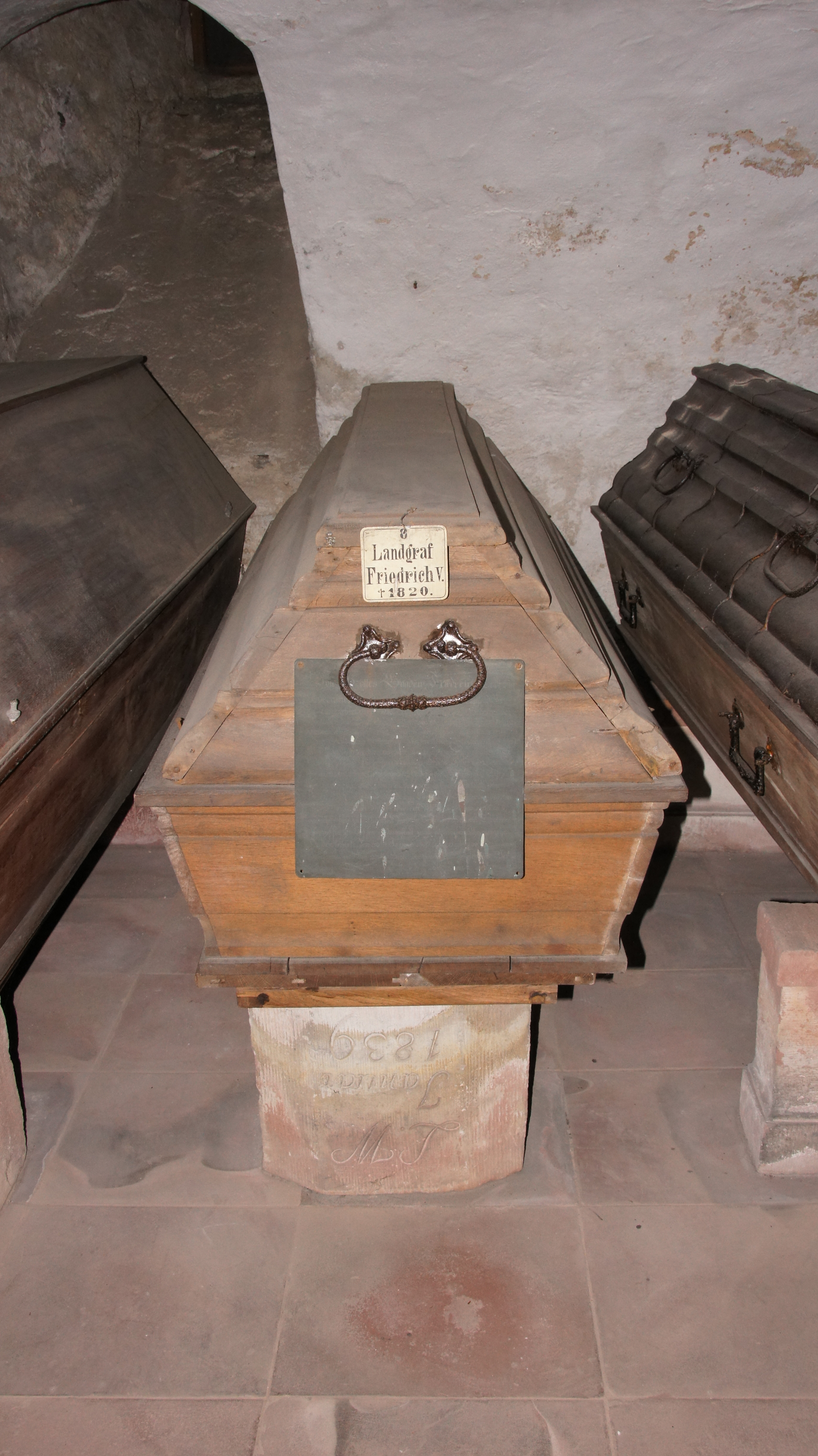
Sarg von Landgraf Friedrich V. in der Gruft im Landgrafenschloss Bad Homburg

Nach Napoleons Sturz wurde Hessen-Homburg als einziger der mediatisierten Staaten (zugleich erstmals mit vollständiger Souveränität) wieder hergestellt.
Zu verdanken war diese Ausnahme preußischer Verwendung (über seine jüngste Tochter Marianne), den Verdiensten seiner sechs Heldensöhne und auch der Zugehörigkeit seiner (wenn auch armen und unbedeutenden) Linie zum Haus Hessen und damit zu einer der bedeutendsten Dynastien des deutschen Hochadels. So erhielt Landgraf Friedrich V. 1815 in der Wiener Bundesakte sein Land zurück. Es wurde vermehrt durch das linksrheinische Oberamt Meisenheim (176 km2/Teil des ehemaligen französischen Départements Sarre). Ursprünglich hatte man sich Zuwachs von den Nachbarstaaten (etwa Oberursel und Rosbach) erhofft, und auch wenn Friedrich V. brummte: „Was soll ich denn mit diesem Distrikt in China?“, Hessen-Homburg war ein souveräner Staat – wenn auch der kleinste im Deutschen Bund, dem die Landgrafschaft am 7. Juli 1817 beitrat. Der kauzige und konservative, aber in der Bevölkerung beliebte Landesfürst starb am 20. Januar 1820 und wurde in der Gruft des Bad Homburger Schlosses beigesetzt.

## Militärverdienstkreuz
1819 stiftete Friedrich V. das Schwerterkreuz genannte hessen-homburgische Militärverdienstkreuz, für alle kriegsteilnehmenden Homburger Untertanen, es wurde sechzehn Mal verliehen und ist heute ein begehrtes Sammlerstück.

## Nachkommen
Mit Karoline von Hessen-Darmstadt hatte Friedrich V. 15 Kinder, von denen die nachfolgenden das Kindesalter überlebten:
- Friedrich VI. (1769–1829), Landgraf von Hessen-Homburg
⚭ 1818 Prinzessin Elisabeth von Großbritannien (1770–1840)
- Ludwig (1770–1839), Landgraf von Hessen-Homburg
⚭ 1804 Prinzessin Auguste von Nassau-Usingen (1778–1846), geschieden 1805
- Karoline Ulrike Luise (1771–1854)
⚭ 1791 Fürst Ludwig Friedrich II. von Schwarzburg-Rudolstadt (1767–1807)
- Luise Ulrike (1772–1854)
⚭ 1793 Prinz Carl Günther von Schwarzburg-Rudolstadt (1771–1825)
- Amalie (1774–1846)
⚭ 1792 Erbprinz Friedrich zu Anhalt-Dessau (1769–1814)
- Auguste (1776–1871)
⚭ 1818 Erbgroßherzog Friedrich Ludwig zu Mecklenburg (1778–1819)
- Philipp (1779–1846), Landgraf von Hessen-Homburg
⚭ 1838 (morg.) Antonie Potoschnigg (1806–1845), „Gräfin von Naumburg“ 1838
- Gustav (1781–1848), Landgraf von Hessen-Homburg
⚭ 1818 Prinzessin Luise von Anhalt-Dessau (1798–1858)
- Ferdinand (1783–1866), Landgraf von Hessen-Homburg
- Maria Anna (1785–1846)
⚭ 1804 Prinz Friedrich Wilhelm Karl von Preußen (1783–1851)
- Leopold (1787–1813), gefallen in der Schlacht bei Großgörschen

## Schriften
Mein Ritt an den Bodensee, Neuausgabe, Konstanz: Rosgarten-Verlag; 1. Auflage (1970)